# De firkantede æg fra Peru
De firkantede æg fra Peru er en tegneserie af Carl Barks, som handler om Anders And.

## Handling
Anders arbejder på et museum, hvor han opdager at nogle firkantede sten i virkeligheden er firkantede æg. Ved nærmere undersøgelser finder nogle forskere ud af at de stammer fra Andesbjergene. Det resulterer i en ekspedition til Andesbjergene i Peru, hvor det bliver Anders og hans nevøers opgave at finde ud af hvor de stammer fra. Efter lang tid når de til en ukendt by ved navn Usleravnekrog, skjult af tåge. I denne by er alting firkantet, selv beboerne. De bliver fyrsteligt modtaget og opdager at det er her de firkantede æg stammer fra. Beboerne spiser ikke andet. En dag opdager nevøerne at der bor firkantede høns tæt på byen, og at det er dem der lægger æggene. Efter nogle dage med forskellige hændelser tager de hjem til Andeby og medbringer et par af firkantede høns. Men ved præsentationen af dem, viser det sig at være haner begge to.

## Fortsættelse
Don Rosa har lavet en fortsættelse som hedder Tilbage til Usleravnekrog.